# Partecipanti al Tour de France 1953
Qui di seguito viene riportato l'elenco dei partecipanti al Tour de France 1953.

## Corridori per squadra
Nota: R ritirato, NP non partito, FT fuori tempo massimo
| Italia   | Italia                | Italia   | Lussemburgo       | Lussemburgo       | Lussemburgo       | Nord Est / Centro | Nord Est / Centro     | Nord Est / Centro |
| -------- | --------------------- | -------- | ----------------- | ----------------- | ----------------- | ----------------- | --------------------- | ----------------- |
| 1        | Giancarlo Astrua      | 3º       | 41                | Jean Diederich    | R 18ª             | 81                | Ugo Anzile            | 20º               |
| 2        | Mario Baroni          | 53º      | 42                | Marcel Dierkens   | R 14ª             | 82                | Gilbert Bauvin        | 16º               |
| 3        | Gino Bartali          | 11º      | 43                | Marcel Ernzer     | 18º               | 83                | Guy Buchaille         | R 10ª             |
| 4        | Giovanni Corrieri     | 56º      | 44                | Charly Gaul       | R 6ª              | 84                | Jean Dacquay          | 55º               |
| 5        | Umberto Drei          | 54º      | 45                | Lucien Gillen     | NP 1ª             | 85                | Jean Forestier        | 39º               |
| 6        | Adolfo Grosso         | FT 7ª    | 46                | Jean Goldschmit   | R 18ª             | 86                | Roger Hassenforder    | FT 10ª            |
| 7        | Livio Isotti          | 42º      | 47                | Edy Hein          | R 16ª             | 87                | Jacques Labertonnière | R 14ª             |
| 8        | Fiorenzo Magni        | 15º      | 48                | Willy Kemp        | 66º               | 88                | Georges Meunier       | 27º               |
| 9        | Giuseppe Minardi      | R 5ª     | 49                | Jim Kirchen       | R 14ª             | 89                | Bernard Quennehen     | 64º               |
| 10       | Vincenzo Rossello     | 22º      | 50                | Jängy Schmit      | 72º               | 90                | Roger Walkowiak       | 47º               |
| Svizzera | Svizzera              | Svizzera | Paesi Bassi       | Paesi Bassi       | Paesi Bassi       | Sud Est           | Sud Est               | Sud Est           |
| 11       | François Chevalley    | FT 2ª    | 51                | Sjef Jansen       | FT 7ª             | 91                | Emile Baffert         | R 6ª              |
| 12       | Emilio Croci-Torti    | FT 1ª    | 52                | Jan Nolten        | 19º               | 92                | Ahmed Kebaili         | NP 5ª             |
| 13       | Carlo Lafranchi       | 61º      | 53                | Thijs Roks        | 29º               | 93                | Lucien Lazaridès      | 21º               |
| 14       | Marcel Huber          | 32º      | 54                | Henk Stevens      | FT 6ª             | 94                | Siro Bianchi          | 69º               |
| 15       | Hugo Koblet           | R 10ª    | 55                | Adri Suykerbuyk   | 40º               | 95                | Joseph Mirando        | 12º               |
| 16       | Martin Metzger        | 68º      | 56                | Hein Van Breenen  | 36º               | 96                | Pierre Molinéris      | 38º               |
| 17       | Remo Pianezzi         | 57º      | 57                | Wim van Est       | 13º               | 97                | René Privat           | R 13ª             |
| 18       | Otto Meili            | FT 2ª    | 58                | Wout Wagtmans     | 5º                | 98                | René Rotta            | 63º               |
| 19       | Fritz Schär           | 6º       | 59                | Adri Voorting     | R 18ª             | 99                | Vincent Vitetta       | 59º               |
| 20       | Max Schellenberg      | 67º      | 60                | Gerrit Voorting   | 17º               | 100               | Marcel Zelasco        | R 3ª              |
| Belgio   | Belgio                | Belgio   | Île-de-France     | Île-de-France     | Île-de-France     | Ovest             | Ovest                 | Ovest             |
| 21       | Jan Adriaenssens      | FT 2ª    | 61                | Louison Bobet     | 1º                | 101               | Armand Audaire        | 65º               |
| 22       | Alex Close            | 4º       | 62                | Adolphe Deledda   | 35º               | 102               | Roger Chupin          | R 14ª             |
| 23       | Hilaire Couvreur      | 28º      | 63                | Jean Dotto        | R 2ª              | 103               | Norbert Esnault       | 71º               |
| 24       | Alfred De Bruyne      | 52º      | 64                | Bernard Gauthier  | 75º               | 104               | Emile Guerinel        | R 7ª              |
| 25       | Aloïs De Hertog       | FT 6ª    | 65                | Raphaël Géminiani | 9º                | 105               | François Mahé         | 10º               |
| 26       | René De Smet          | 43º      | 66                | Nello Lauredi     | 8º                | 106               | Jean Malléjac         | 2º                |
| 27       | Raymond Impanis       | 23º      | 67                | Jean Le Guilly    | 30º               | 107               | Bernard Bultel        | 70º               |
| 28       | Robert Vanderstockt   | R 11ª    | 68                | Raoul Rémy        | 51º               | 108               | Joseph Morvan         | 62º               |
| 29       | Martin Van Geneugden  | 34º      | 69                | Antonin Rolland   | 7º                | 109               | Roger Pontet          | 44º               |
| 30       | Richard Van Genechten | 33º      | 70                | Lucien Teisseire  | 26º               | 110               | Jean Robic            | NP 14ª            |
| Spagna   | Spagna                | Spagna   | Nord Est / Centro | Nord Est / Centro | Nord Est / Centro | Sud Ovest         | Sud Ovest             | Sud Ovest         |
| 31       | Victorio García       | R 4ª     | 71                | Stanislas Bober   | 25º               | 111               | Louis Barès           | FT 11ª            |
| 32       | José Gil              | R 5ª     | 72                | Louis Caput       | NP 12ª            | 112               | Hubert Bastianelli    | R 13ª             |
| 33       | Antonio Gelabert      | 48º      | 73                | Maurice Diot      | 60º               | 113               | Claude Colette        | 58º               |
| 34       | Vicente Iturat        | FT 18ª   | 74                | Jean Gueguen      | R 12ª             | 114               | André Darrigade       | 37º               |
| 35       | Jesús Loroño          | 50º      | 75                | Maurice Quentin   | 31º               | 115               | Robert Desbats        | R 6ª              |
| 36       | Francisco Masip       | 46º      | 76                | Attilio Redolfi   | R 14ª             | 116               | Jacques Dupont        | R 18ª             |
| 37       | Dalmacio Langarica    | 73º      | 77                | Jacques Renaud    | 41º               | 117               | Henri Parret          | R 19ª             |
| 38       | José Serra Gil        | 14º      | 78                | Claude Rouer      | 76º               | 118               | Hervé Prouzet         | R 4ª              |
| 39       | Andrés Trobat         | 24º      | 79                | Euga Telotte      | R 11ª             | 119               | Tino Sabbadini        | R 7ª              |
| 40       | José Vidal Porcar     | 74º      | 80                | Alfred Tonello    | 49º               | 120               | Jacques Vivier        | R 13ª             |